# Raión de Sudzha
El raión de Sudzha (en ruso: Суджа́нский райо́н) es un distrito administrativo y municipal (raión), uno de los veintiocho que forman el óblast de Kursk, Rusia. Se encuentra al suroeste del óblast y su centro administrativo es la ciudad de Sudzha. El área del distrito es de 996 kilómetros cuadrados (385 mi²).
En 2021, el raión tenía una población de 25 119 habitantes.

## Geografía
El área del distrito es de 996 kilómetros cuadrados (385 millas cuadradas). Está ubicado en el suroeste del óblast, y limita con los raiones de Kórenevo al oeste, Lgov al norte, Bolshoye Soldátskoye y Bélaya al este y el óblast de Sumy de Ucrania al sur.
Se encuentra en la parte suroeste de la meseta central de Rusia. Los ríos más importantes que atraviesan el distrito de Sudzha son el Psiol y el Sudzha. El distrito tiene un clima continental templado.

## Historia
El raión de Sudzha fue creado el 30 de julio de 1928. Originalmente era una división administrativa del Ókrug de Lgov del óblast de Chernozem Central de la RSFS de Rusia antes de ser transferido al recién creado Óblast de Kursk en 1934.
Tras la invasión rusa a gran escala de Ucrania que comenzó en 2022, el raión de Sudzha fue objeto de repetidos ataques en suelo ruso debido a su proximidad a la frontera con Ucrania. A principios de agosto de 2024, Ucrania lanzó una ofensiva en la región, avanzando rápidamente contra defensas sorprendidas y mal preparadas y dando como resultado que la ciudad de Suzdha y sus alrededores quedaran bajo ocupación ucraniana. En febrero de 2025, Ucrania había perdido el control de aproximadamente el 60% del territorio que ocupaba.
El 13 de marzo de 2025, el Ministerio de Defensa de Rusia anunció oficialmente la liberación de la localidad de Sudzha, capital del raión. El 15 de marzo el Ejército ucraniano confirmó que se había retirado de la ciudad de Sudzha y que sólo mantiene bajo su control las localidades de Oleshnia y Goholivka, a entre cinco y seis kilómetros de la frontera, y la de Guyevo, a un kilómetro de la frontera.
El 19 de abril, el jefe del Estado Mayor del Ejército ruso, el general Valeri Guerásimov, aseguró que la región rusa de Kursk estaba liberada al 99,5 %. El anunció se produce después de que las tropas rusas expulsaran a las fuerzas ucranianas de la localidad de Oleshnya. El 26 de abril, el Estado Mayor del Ejército de Rusia anunció el final de la «operación de liberación» de Kursk, con la toma de la localidad de Goma, la última zona poblada de la región aún ocupada por las tropas ucranianas.

## Demografía
La población del distrito ha disminuido en las últimas décadas, pasando de 34.438 en 1989 a 25.119 en 2021. A partir de 2021, la población de Sudzha representa el 20,4% de la población del distrito.

### Historia de la población
- 1989 | 34438
- 2002 | 31466
- 2010 | 26964
- 2021 | 25119

## Subdivisiones
El contenido de esta sección hace referencia a la organización territorial establecida de iure por las autoridades rusas. Desde 2024, puede no estar aplicándose de facto por la administración militar de la ocupación ucraniana.
Comprende la ciudad de Sudzha (la capital, que forma un ayuntamiento urbano sin pedanías) y 81 localidades rurales. A efectos de autogobierno local (descentralización), estas últimas se agrupan en dieciséis asentamientos rurales, que reciben el nombre tradicional de selsovet (сельсовет), y que son los siguientes:
- Borki
- Vorobzha
- Gonchárovka
- Guyevo
- Zamostye
- Zaoleshenka
- Kazachya Loknia
- Malaya Loknia
- Martýnovka
- Majnovka
- Novoivánovka
- Plejovo
- Pogrebki
- "Porechnoye" (sede del ayuntamiento en Cherkasskoye Porechnoye)
- Sverdlikovo
- Ulanok

El actual mapa de autogobierno local data de varias fusiones de ayuntamientos que tuvieron lugar en 2010. Sin embargo, a efectos de división territorial de los órganos internos federales y de la óblast (desconcentración), se sigue dividiendo en los veintidós gobiernos locales que se habían definido en 2004, y que crearon sus ayuntamientos conforme a dicho mapa en 2006. Los cinco selsovety que siguen existiendo como áreas administrativas, pero desde 2010 sin ayuntamiento, son:

- Ívnitsa (integrado en Pogrebki)
- Lebedevka (integrado en Sverdlikovo)
- Gogolevka (integrado en Zaoleshenka)
- Kiréyevka (integrado en Porechnoye)
- Russkoye Porechnoye (integrado en Porechnoye)